# ジョニー・ジャイルズ
ジョニー・ジャイルズ（Johnny Giles、1940年11月6日 - ）は、アイルランド・ダブリン出身のサッカー選手。元アイルランド共和国代表である。ポジションはMF。
1960年代から1970年代にかけてのリーズ・ユナイテッドの黄金期を支えた選手。引退後はサッカー解説者を務める。

## 所属クラブ
- 1957-1963  マンチェスター・ユナイテッド 93試合10得点
- 1963-1975  リーズ・ユナイテッド 383試合87得点
- 1975-1977  ウェスト・ブロムウィッチ・アルビオンFC 75試合3得点
- 1978  フィラデルフィア・フューリー 21試合0得点
- 1977-1983  シャムロック・ローバーズFC

## タイトル
- マンチェスター・ユナイテッド

FAカップ
- リーズ・ユナイテッド

リーグ 1968-69,1973-74
FAカップ 1971-72
UEFAカップ 1967-68,1970-71
- Football League 100 Legends

フットボールリーグの創立100周年を記念して1998年に選出された、歴代の名選手100人。
- UEFAジュビリーアウォーズ

2003年に選出された、UEFA加盟各国の過去50年で最も優秀な選手。